# Kafr al-Luhuf
Kafr al-Luhuf (arab. كفر اللحف) – miejscowość w Syrii, w muhafazie As-Suwajda. W 2004 roku liczyła 1375 mieszkańców.